# Кох, Торстен
То́рстен Кох (нем. Torsten Koch; 29 сентября 1960, Грайфсвальд) — немецкий боксёр лёгкой и полулёгкой весовых категорий, выступал за сборную ГДР и Германии в середине 1980-х годов. Серебряный призёр чемпионата Европы, обладатель Кубка мира, двукратный чемпион национального первенства, участник многих международных турниров и матчевых встреч.

## Биография
Родился в городе Грайфсвальд, но вскоре их семья переехала в Берлин. Активно заниматься боксом начал в возрасте девяти лет в одном из столичных клубов, затем продолжил подготовку во время службы в Национальной народной армии, а в итоге присоединился к франкфуртскому спортивному обществу «Форверст». На международном уровне дебютировал ещё юниором, в 1977 году одержал победу в матчевой встрече со сборной Польши. В 1979 году впервые выступил на взрослом первенстве ГДР, занял второе место полулёгкой весовой категории, уступив в финале будущему олимпийскому чемпиону Руди Финку. Год спустя был третьим в своей стране, выиграл крупный международный турнир в Берлине.
В 1981 году занял в зачёте национального первенства второе место, получил серебряную медаль на Химическом кубке в Галле, дошёл до стадии четвертьфиналов на чемпионате армий Варшавского договора в Пече. Ещё через год заметно улучшил результаты, был лучшим на Химическом кубке, выиграл чемпионат армий Варшавского договора в Гаване, удачно поучаствовал в матчевой встрече со сборной Польши. Рассматривался как основной кандидат на участие в летних Олимпийских играх 1984 года в Лос-Анджелесе, однако социалистические страны бойкотировали эти соревнования, и олимпийское выступление не состоялось.
Наиболее успешным в карьере Коха получился 1985 год: он стал наконец чемпионом ГДР в лёгком весе, на соревнованиях в Сеуле завоевал Кубок мира, выиграл серебряную медаль на европейском первенстве в Будапеште (в решающем матче проиграл болгарину Эмилю Чупренскому), а также попал в число призёров на нескольких второстепенных международных турнирах. В 1986 году во второй раз стал чемпионом Восточной Германии и благодаря череде удачных выступлений удостоился права защищать честь страны на чемпионате мира в американском городе Рино, тем не менее, смог дойти здесь только до четвертьфинала лёгкого веса — снова потерпел поражение от Чупренского. За достижения на международной арене награждён серебряным орденом «За заслуги перед Отечеством».
В сезоне 1987 года Торстен Кох в последний раз выступал в основном составе национальной сборной. На чемпионате страны он занял лишь третье место, на Химическом кубке в Галле был вторым, на чемпионате Европы в Турине расположился на девятой позиции. После завершения спортивной карьеры уволился из армии в звании сержанта и посвятил себя педагогике.